# Конец света (фильм, 2012)
«Конец света» (исп. Fin) — испанский фильм 2012 года режиссёра Хорхе Торрегроссы, основанный на романе Давида Монтеагудо «Конец». Премьера состоялась на 37-м Международном кинофестивале в Торонто. В России был показан впервые 21 декабря 2012 года.
Слоган: «Никого не останется»

## Сюжет
Компания из восьми старинных друзей собралась на выходные в загородном доме.  Как оказывается впоследствии, собирает их друг Анхель, по прозвищу «Пророк», с которым они уже давно не общаются, считая, что он психически болен. Сам Анхель при этом на встрече не появился. Перед поездкой Феликс сталкивается в метро со странным типом, который оставляет ему альбом с карандашными рисунками. Феликс приезжает на встречу со своей девушкой Евой, незнакомой с остальной компанией. Друзья не виделись много лет, и кажется, что ничего не изменилось за это время. Но, как оказалось, прошлое не даёт им покоя. Ночью, когда компания собралась у костра, небо освещается странным светом. Друзья полагают, что упал метеорит. Внезапно отключилось электричество и вся электроника, у автомобилей заблокировались двери, остановились часы. Телефоны не работают. С неба начинают исчезать звёзды.
На утро выясняется, что один из них Рафа исчез, оставив все вещи. Друзья решают сходить утром к соседям, чтобы узнать в чём дело. Придя к соседям, компания обнаруживают, что их нет дома, причем обитатели покинули его в явной спешке. Компания решает идти в город пешком, срезав путь опасным маршрутом через горы. По дороге в город, отбиваясь от разных животных, они обнаруживают, что практически одни. Ни людей, ни трупов нет. Постепенно один за другим члены компании также загадочно исчезают. В одной из упавших с серпантина машин, ребята обнаруживают мертвого Анхеля. Рисунки в альбоме Феликса оказываются пророческими, запечатленные на них мрачные пейзажи появляются перед глазами компании один за другим. Например, упавший и ещё дымящийся пассажирский самолёт.
До безлюдного города удаётся добраться только троим: Феликсу, Еве и Марибель. Троица достигает причала с яхтами, и на одном из судов, наконец, обнаруживают живую, страшно напуганную девочку. К ужасу Марибель, девочка исчезает у неё на глазах. В этот момент на причале появляется лев, закрывающий выход с пирса. Феликс кричит Марибель, чтобы она прыгнула на яхту и присоединилась к ним, но девушка покорно идёт ко льву. Эва и Феликс уплывают на яхте и исчезают в тумане.

## В ролях
- Клара Лаго[3] — Эва
- Микель Фернандес[исп.] — Серхио
- Антонио Гарридо[англ.] — Рафа
- Даниель Грао — Феликс
- Эухенио Мира — Анхель (провидец)
- Бланка Ромеро — Кова
- Кармен Руис — Сара
- Андрес Веленкосо[3][4]— Уго
- Марибель Верду — Марибель